# Singapur
Republika Singapur, kraće Singapur, otočni je grad-država u jugoistočnoj Aziji na jugu Malajskog poluotoka, na vrhu poluotoka Malake. Također ga radi njegovog strateški važnog položaja zovu "Azijski Gibraltar". Na malajskom Singapura znači "lavlji grad".

## Povijest
Između 7. i 13. stoljeća današnji je Singapur bio dio države Srivijaya koja je obuhvaćala Malajski poluotok i Sumatru. Na prostoru današnjeg Singapura je nastao grad Temasek koji je bio značajno trgovačko naselje čije značenje se smanjilo u 14. stoljeću. Između 14. i 19. stoljeća bio je dio Sultanata Johor. U 17. stoljeću razoren je u malajsko-portugalskom ratu. U 18. stoljeću taj su prostor kontrolirali Nizozemci, a na otoku Singapuru je bilo ribarsko naselje.
Portugalski potkralj d'Albuquerque je u 16. stoljeću doplovio na 19 brodova, s 800 Portugalaca i 600 Indijaca razbio nakon nekoliko dana vojsku sultanova mlađeg sina radže Alaedina, uništio Malajsko Carstvo i njegovu prijestolnicu i grad začina Malaccu pretvorio u europsku utvrđenu koloniju.
Suvremeni je Singapur osnovao 6. veljače 1819. godine Thomas Stamford Raffles iz Britanske Istočnoindijske kompanije koji je prvi uočio strateški položaj grada. Kad je stigao Raffles, na otoku je živjelo 150 ribara i gusara. Raffles je imao težak posao uvjeriti London u potrebu sultanu od Johora platiti godišnje 5 000 dolara, a njegovu ministru 3 000 za najam pustoga malaričnog otoka. Singapur je kasnije postao britanskom krunskom kolonijom i razvio se u značajan lučki i trgovački centar. Već godine 1825. isplovilo je iz Singapura 15 brodova na put u Liverpool, London, Hamburg, Bordeaux ili čak Stockholm. Prenosio se sirovi kaučuk, kositar, kopra, začini, palmino ulje, tvrdo drvo itd. U Singapuru se kupovao daleko najveći dio sijamskih, malajskih i indonezijskih proizvoda. Godine 1869. u gradu je živjelo 100.000 stanovnika raznih nacionalnosti (Malajci, Kinezi, Indijci i Englezi). Kinezi su zadobivali sve značajnije gospodarske položaje, barem 40 % kositra bilo je u njihovim rukama.
Tijekom Drugog svjetskog rata Japanci su zauzeli Malajski poluotok, a Britanci su u Singapuru pružili otpor. To je dovelo do Bitke za Singapur u kojoj su Britanci poraženi, a Japanci su za 6 dana zauzeli grad. To se smatra najvećim britanskim porazom u Drugom svjetskom ratu. Japanci su grad nazvali Shōnantō. Englezi su ga vratili 12. rujna 1945., mjesec dana nakon japanske predaje.
Godine 1959. Singapur je stekao samoupravu unutar Britanskog kolonijalnog carstva. Prvi predsjednik je postao Yusof bin Ishak, a premijer Lee Kuan Yew. Godine 1963. Singapur je proglasio potpunu samostalnost, ali se s Malajom, Sabahom i Sarawakom ujedinio u Federaciju Maleziju. Stanovnici Singapura nisu bili zadovoljni državnom ideologijom u Maleziji, pa su 1965. proglasili nezavisnost, pa Singapur postaje posebna država. Lee Kuan Yew je bio premijer sve do 1990. godine. Nakon 1990. je premijer Goh Chok Tong. Halimah Yacob je predsjednica Singapura od 2017. godine kao prva žena na tom položaju u singapurskoj povijesti. Ujedno je i bila prva predsjednica singapurskoga parlamenta.

## Zemljopis
Singapur je otočna država koja se sastoji od 63 otoka (najveći je otok Singapur, veći su otoci Pulau Tekong i Jurong, a ostali su manji). Nalaze se južno od Malajskog poluotoka. Između Malajskog poluotoka i Singapura je uski morski prolaz Johorski prolaz preko kojeg vodi most.
Singapur se nalazi na strateški važnom položaju. Nalazi se na krajnjem jugu Malajskog poluotoka na ulazu u Malajski prolaz (morski prolaz između Malajskog poluotoka i Sumatre). To je najvažniji morski prolaz koji spaja Tihi i Indijski ocean i preko njega prolazi većina brodova koji plove između istočne i južne Azije. Većina tih brodova staje u Singapuru, te se on razvio u značajnu luku.
Reljef Singapura je nizak i valovit s brdovitim dijelovima u središtu. Preko otoka teče nekoliko manjih rijeka (najvažnija je rijeka Singapur). U sredini otoka su jezera Gornje i Donje jezero Seletar i Gornje i Donje jezero Peirce.
Klima je jednolično vruća i vlažna kroz čitavu godinu (ekvatorska klima). Singapur se nalazi u zoni tropske kišne šume koja je na otoku ipak najvećim dijelom iskrčena. Četvrtinu otoka prekriva šuma koja je većinom zaštićena kao posebni rezervat. Među autohtonim životinjama nalazimo i majmuna makaki rakojeda.

## Politika
Državom vlada izravno izabrani predsjednik, a većina zakonodavne vlasti leži u rukama parlamenta, u kojem se 81 član bira svakih 5 godina. U praksi vlada jednostranačje, jer je predsjednikova Stranka narodne akcije pobijedila na svim izborima od 1959. godine. Singapur je poznat po vrlo strogim zakonima.

## Stanovništvo
Tri glavne etničke skupine, Kinezi (77 %), Malajci (14 %) i Indijci (7 %) govore raznim jezicima, pa i engleskim, te štuju razne vjere (islam (15 %), budizam (30 %), kršćanstvo (19 %), taoizam (14 %) i hinduizam (5 %). Ateisti čine 15 % stanovništva.
Singapur ima 4 službena jezika: engleski, malajski, mandarinski i tamilski. Engleski jezik je službeni jezik administracije i trgovine, a malajski je nacionalni jezik. Mandarinskim (kineskim) jezikom koristi se najveći broj stanovnika (oko 35 %), 23 % stanovnika koristi kineske dijalekte, 23 % engleski, 15 % malajski, a 3 % koristi tamilski jezik. Singapur je država u kojoj su sve religije ravnopravne.
Pismenost stanovništva u 2006. godini iznosila je 96%. Zahvaljujući izuzetnom zdravstvenom sustavu, očekivani životni vijek pri rođenju iznosi 80 godina za muškarce i 85 godina za žene, a infantilna stopa smrtnosti iznosi 2,29 ‰. Stopa fertiliteta singapurskih žena iznosi 1,06 djece po ženi (jedna od najnižih na svijetu). Unatoč navedenom, stopa nataliteta je veća od stope smrtnosti.
Godine 2006. prirodni priraštaj iznosio je +3,3 ‰, natalitet je iznosio 9,34 ‰, a mortalitet 4,28 ‰. Imigracijska stopa iznosi 9,12 ‰. Singapur je 2006. godine imao 4.483.900 stanovnika, 51 % žena i 49 % muškaraca; te iste 2006. godine sklopljeno je 21.962 brakova, a razvrgnuto ih je 6.561.

## Gospodarstvo
Singapur je jedna od najrazvijenijih država svijeta. Smatra se azijskim tigrom (tigrovima se nazivaju male azijske države koje su se vrlo brzo razvile). Bogatstvo se temelji na trgovini i lučkim djelatnostima. Singapur se najviše razvio na uvozu jeftinih sirovina i izvozu gotovih industrijskih proizvoda.
Poljodjelstvo i ribarstvo razmjerno su nevažni; mnoge osnovne namirnice, među njima i riba moraju se uvoziti. Rastuća proizvodna djelatnost oslanja se na uvezene sirovine. Među glavne industrijske grane spadaju petrokemijska i tekstilna industrija te brodogradnja. Značajniji izvori prihoda su bankarstvo i turizam.

## Obrazovanje
- ESSEC Business School
- INSEAD

## Vanjske poveznice
Sestrinski projekti
|  | Zajednički poslužitelj ima stranicu o temi Singapur    |
|  | Zajednički poslužitelj ima još gradiva o temi Singapur |
|  | Zajednički poslužitelj sadrži atlas Singapura          |
|  | Wječnik ima rječničku natuknicu Singapur               |